# Lions Book

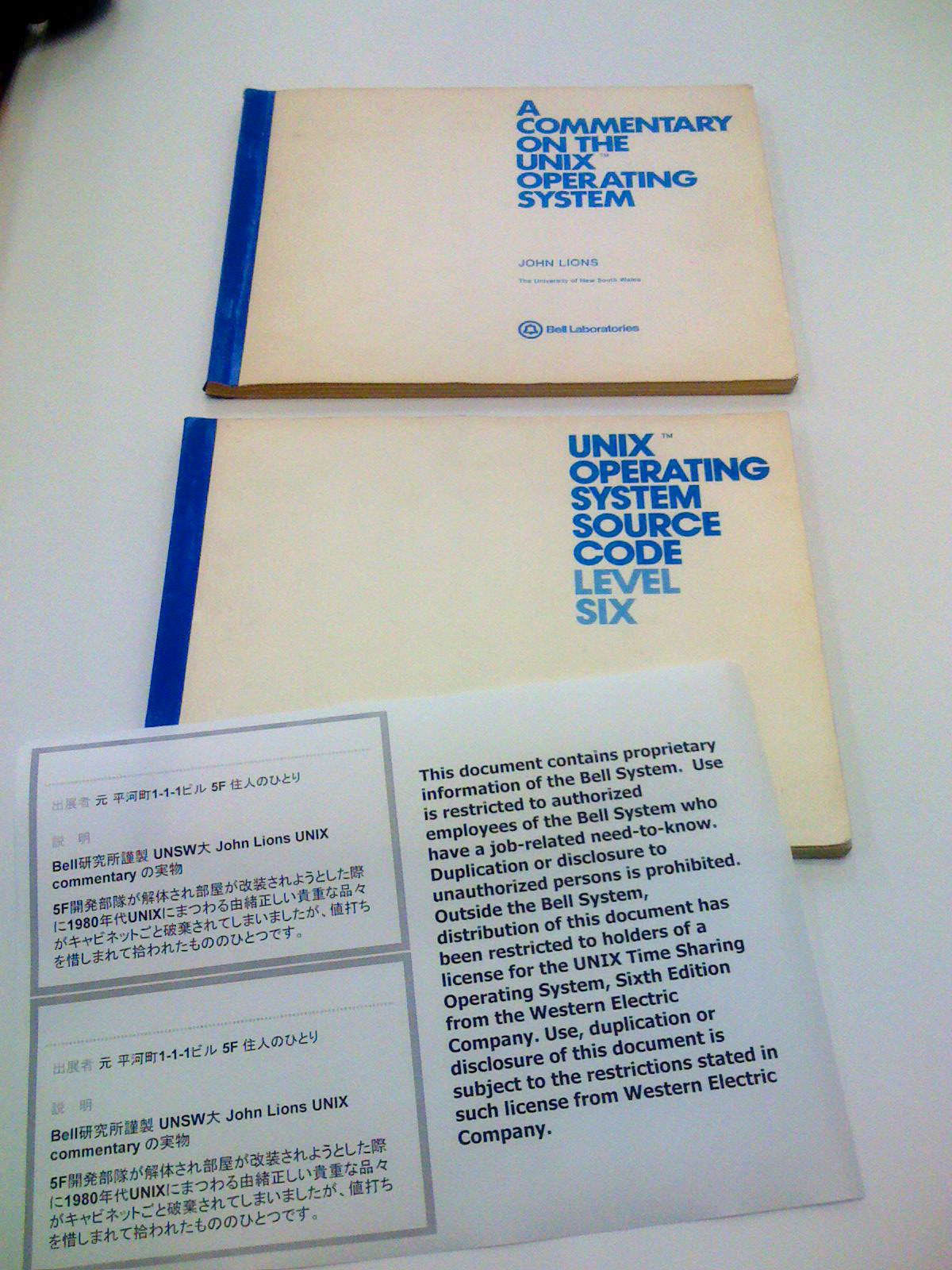
Cover einer frühen Ausgabe

Das Lions Book ist eine von John Lions kommentierte Ausgabe des Quellcodes des Betriebssystems Unix V6.
1976 schrieb Professor John Lions von der University of New South Wales in Australien ausführliche Kommentare in den Quellcode von Unix-V6, den seine Universität zu Lehrzwecken lizenziert hatte. Er verwendete dieses Werk in seinen Vorlesungen. Ein Exemplar stellte er AT&T zur Verfügung, die es für internen Gebrauch nachdruckten. John Lions erhielt die Erlaubnis, seine Kommentare – fortan ‚Lions Book‘ genannt – anderen Universitäten, die eine Sourcelizenz hatten, zur Verfügung zu stellen.
1979 änderte AT&T seine Meinung und untersagte die Verbreitung des Buches. Zu dieser Zeit waren allerdings – völlig legal – schon so viele Exemplare in der Welt, dass sich eine Weiterverbreitung über Samisdat nicht vermeiden ließ. Erst 1996 gab es – unter anderem auch auf Betreiben von Dennis Ritchie – wieder eine offizielle Ausgabe veröffentlicht im Verlag „Peer-To-Peer Communications“ (ISBN 1-57398-013-7). Das Buchcover dieser Ausgabe zeigt zwei Studenten, die das Buch heimlich kopieren. Ken Thompson bezeichnete das Buch selbst noch nach dieser langen Zeit als die beste Beschreibung der Unix-Interna.
Das Verbot des Buches war ein Anstoß für Andrew S. Tanenbaum, Minix zu entwickeln, damit er für seine Vorlesungen Material hatte.
Obwohl AT&T im Recht war, empfanden es viele legale Eigner des Buches als unrichtig, anderen Instituten den Zugang zu dieser einmaligen Quelle zu verwehren – zumal ja AT&T selbst das Buch für interne Zwecke nutzte. Ein Unrechtsbewusstsein entstand unter diesen Umständen nicht. AT&T hat es auch vermieden, gegen diesen Samisdat energische rechtliche Schritte zu unternehmen.